# لیث عبدالامیر
لیث عبدالامیر (زادهٔ ۲۴ اکتبر ۱۹۵۷) کارگردان فیلم عراقی-فرانسوی است.

## زندگی‌نامه
عبدالامیر در سال ۱۹۵۷ در عراق متولد شد. او در سال 1977 برای تحصیل در رشته فیلم‌سازی در دانشگاه سوربن در پاریس ، عراق را ترک کرد. او فیلم‌های متععدی برای کانال‌های تلویزیون فرانسه ساخته است.
در حال حاضر او منتقد فیلم برای تعدادی از فستیوال‌های زبان عربی فیلم است.